# Liquidator Music
Liquidator Music ist ein spanisches Independent-Label für Ska, Rocksteady und Reggae.

## Geschichte
Liquidator Music wurde 1997 in Madrid gegründet. Man nahm von Beginn an zum einen junge spanische Bands unter Vertrag, zum anderen realisierte man einzelne Plattenprojekte mit jamaikanischen Künstlern, zu denen durch die Bookingaktivitäten des Labels Kontakte entstanden waren. Als Backingband für diese Projekte wurden dann zumeist die eigenen jungen Bands engagiert, so entstand beispielsweise die Dennis Alcapone Single Boss Porn Sound (2005) zusammen mit The Cabrians aus Katalonien. In den letzten Jahren veröffentlichten auch die deutschen Bands Jazzbo und The Senior Allstars bei Liquidator Music. Neben den Labelaktivitäten ist Liquidator auch als Bookingagentur, Mailorder, Konzertpromoter und im Bandmanagement tätig, zusätzlich gibt man auch ein eigenes Fanzine heraus. Es besteht eine enge Partnerschaft mit Redstar73 Records, einem Ska-Label aus Barcelona.

## Künstler (Auswahl)
- Laurel Aitken
- Dennis Alcapone
- Dave Baker
- The Cabrians
- Flight 404
- Los Granadians
- Jazzbo
- Derrick Morgan
- The Kinky Coo Coo’s
- The Oldians
- Red Soul Community
- Mr. Symarip
- The Senior Allstars